# Johann Georg Linike
Johann Georg Linike, auch Linecke, Linicke, Linigke, Lienigke, Lünicke, Lünecke (* um 1680; † 7. April 1762 in Neustrelitz) war ein deutscher Komponist, Violinist und Kapellmeister.

## Leben
Johann Georg Linike stammte aus einer Musikerfamilie. Er war ab 1696 Mitglied der kurfürstlichen Kapelle in Berlin, wo er gelegentlichen Kompositionsunterricht von Johann Theile erhielt. 1705 leitete er die Trauermusik für die verstorbene erste Königin in Preußen, Sophie Charlotte. Als die Kapelle 1713 aufgelöst wurde, fand er eine Anstellung als Konzertmeister am Hof von Sachsen-Weimar. Die Köthener Hofakten weisen Linike zwischen 1718 und 1721 als Konzertmeister des dortigen Hofes aus, im Gegensatz zu den zwischen 1718 und 1720 an Johann Mattheson gerichteten Briefen, die ihn als Konzertmeister des Herzogs von Sachsen-Merseburg nennen. Möglicherweise hat Linike in diesem Zeitraum von Merseburg aus in der von Johann Sebastian Bach geleiteten Köthener Hofkapelle ausgeholfen, in der Linikes Bruder Christian Bernhard Linike (1673–1751) als Cellist wirkte. Nachdem er sich zwischen 1722 und 1725 in England aufgehalten hatte, wurde Linike erster Geiger und stellvertretender Leiter der Hamburger Oper am Gänsemarkt unter Reinhard Keiser. In den Jahren 1725 und 1726 wirkte er unter der Leitung von Georg Philipp Telemann an Aufführungen von Opern Georg Friedrich Händels mit. In Hamburg komponierte Linike einige Festmusiken und bearbeitete italienischsprachige Opern.
Im August 1728 wurde er herzoglicher Kapelldirektor in Mecklenburg-Strelitz. Hier leitete er die aus mindestens 14 Musikern bestehende Kapelle, außerdem war er für den Aufbau einer Notenbibliothek zuständig. 1742 übernahm Johann Christian Hertel die Leitung der Kapelle und Linike wurde Hofclavierist. 1752 wurde die Kapelle aufgelöst und erst 1761 erhielt er ein Gnadengehalt sowie ein Informationsgeld von 200 Reichstalern. Johann Mattheson, der Linike bereits vor seiner Hamburger Zeit kannte, rühmte 1725 nicht nur dessen „sonderbare Fertigkeit“ auf der Violine, er beschrieb ihn auch als einen geschickten Komponisten, der über eine „große Bekanntschaft an den meisten Teutschen Höfen wo Capellen sind“ verfüge. Im Gegenzug übersetzte und verfasste Linike für Matthesons Critica Musica von 1722 die Zusammenfassung vom „Leben und Tod des weltberühmten Jean Baptiste de Lully“.
Zu seinen Schülern zählten die Kinder des „Mirower Herzogs“ Karl (Ludwig Friedrich), darunter die spätere englische Königin (Sophie) Charlotte. Ein Sohn Linikes war zeitweise als Aushilfe in der Hofkapelle tätig.

## Werk
Möglicherweise ist Linike der Komponist des bislang Händel zugeschriebenen Oboenkonzertes in B-Dur (HWV 301, jetzt HWV Anh.B 327), das nach Analyse des Musikwissenschaftler David R. Humphrey, mehrere für Händel uncharakteristische Stilelemente, fehlende Terzen in Akkorden und eine fehlerhafte Dissonanzbehandlung aufweist. Auch wurde bislang eine unbeachtete handschriftliche Kopie des Werkes in der Universitätsbibliothek Uppsala gefunden, die S.r Linike als Komponisten ausweist. Mehrere zeitgenössische Abschriften von Linikes Werken, sind in der von Johann Georg Pisendel, im 18. Jahrhundert zusammengetragenen sogenannten Notensammlung Schranck No: II, in der Sächsischen Landesbibliothek aufbewahrt.

## Werke (Auswahl)

### Orchesterwerke
- Mortorium à 5 (Sonate), für Trompete (con sordino), Oboe, Traversflöte, Violine und Basso continuo
- Concert in F-Dur, für 2 Oboen, Violine, Streicher und Basso continuo
- Concert in G-Dur, für 2 Oboen, Violine, Streicher und Basso continuo
- Concert in G-Dur, für Blockflöte, Streicher und Basso continuo
- Concert in G-Dur, für 2 Traversflöten und Basso continuo
- Concerto à 5, für 2 Violinen, Bratsche, Oboe und Cembalo
- Ouverture à 7, für 2 Oboen, 2 Violinen, Bratsche, Cello und Cembalo

### Kammermusik
- Concerto, für Violine und Cembalo
- Sonate, für Traversflöte, Fagott (oder Cello), Viola da gamba und Basso continuo
- Sonate, für Traversflöte, Violine und Basso continuo
- Sonate, für Traversflöte (oder Violine) und Basso continuo
- Sonate in F-Dur, für Sopranblockflöte (Oboe oder Violine) und Basso continuo
- Sonate à 3 in G-Dur, für Altblockflöte (Oboe), Fagott und Basso continuo
- Suite, für 2 Blockflöten und Basso continuo
- Trio, für Traversflöte, Oboe und Basso continuo
- Trios, für Traversflöte, Violine und Basso continuo
- Trio Sonate in C-Dur, für Oboe, Violine und Basso continuo

## Diskografie
- Johann Georg Linike: Mortorium – Kammermusik und Concerti für Bläser. Concert Royal Köln, Label: Musicaphon, 2015